# Earl Moran
Pour les articles homonymes, voir Moran.
Earl Steffa Moran, né le 8 décembre 1893 à Belle Plain (Iowa-États-Unis), mort le 17 janvier 1984 à Los Angeles (Californie), est un peintre et photographe américain.

## Biographie
Earl Steffa Moran est le fils Frank Moran (1865-1949), fermier, et de Adella Bell (Steffa) Moran (1870-1965).
Il étudie l'art à l'Art Institute of Chicago puis déménage à Manhattan où il continue ses études à la fameuse Art Student League de New York. Il étudie sous les tutelles de Vincent Dumont, Robert Henri, George Bridgman et Thomas Fogarty (aussi professeurs de Norman Rockwell).
Célèbre dans les années 40 pour ses pin-ups, il passe maître dans les techniques du pastel et de la peinture à l'huile. Il travaille pour Sears & Roebucks, fait des couvertures pour Beauty Parade et Eyefull (magazines pour hommes), illustre pour Life Magazine, et réalise des affiches de films. Il travaille aussi pour Brown & Bigelow dans les années 1940-1950. Son modèle le plus connu fut Norma Jeane Dougherty, qui deviendra célèbre sous le nom de Marilyn Monroe de 1946 à 1950. Il signe avec les galeries « Aaron Brothers Galleries » et travaille pour eux jusqu'en 1982, date à laquelle il doit arrêter pour raison de santé.